# Митрофановское сельское поселение (Крым)
Митрофановское се́льское поселе́ние (укр. Митрофанівське сільське поселення, крымскотат. Соллар кой юрту, Sollar köy yurtu) — муниципальное образование в Нижнегорском районе Республики Крым России, в степном Крыму, в долине Салгира. 
Административный центр — село Митрофановка.

## История
В советское время был образован Митрофановский сельский совет.
Сельское поселение образовано в соответствии с законом Республики Крым от 5 июня 2014 года.

## Население
| 2001  | 2014  | 2015  | 2016  | 2017  | 2018  | 2019  |
| ----- | ----- | ----- | ----- | ----- | ----- | ----- |
| 3635  | ↘3040 | ↗3042 | ↘3030 | ↘3016 | ↘2984 | ↗2996 |
| 2020  | 2021  |       |       |       |       |       |
| ↘2995 | ↘2932 |       |       |       |       |       |

## Состав сельского поселения
| № | Населённый пункт | Тип населённого пункта       | Население |
| - | ---------------- | ---------------------------- | --------- |
| 1 | Митрофановка     | село, административный центр | ↘1226     |
| 2 | Буревестник      | село                         | ↘311      |
| 3 | Плодовое         | село                         | ↘551      |
| 4 | Разливы          | село                         | ↘556      |
| 5 | Червоное         | село                         | ↘396      |